# Kościół św. Jadwigi Śląskiej w Skoroszycach
Kościół Świętej Jadwigi Śląskiej – rzymskokatolicki kościół parafialny należący do parafii pod tym samym wezwaniem (dekanat Skoroszyce diecezji opolskiej).

## Historia
Świątynia we wsi była wzmiankowana w 1302 roku. Obecna została wzniesiona w XVI wieku. W XVIII wieku została przedłużona w kierunku zachodnim o przęsło obejmujące wieżę. W 1945 roku budowla została spalona, natomiast wieża uległa zawaleniu. Kościół został odbudowany w latach 50. XX wieku, ale zostały zatarte przy tym cechy stylowe. Budowla została wyremontowana w 1977 roku. Świątynia jest orientowana, murowana, posiada jedna nawę, jest opięta przyporami, od strony zachodniej znajduje się wieża. Kościół nakrywa dach dwuspadowy. We wnętrzu nakrytym nowymi stropami płaskimi, zachowało się częściowo wyposażenie w stylu barokowym, między innymi płyta nagrobna Jerzego Wolffa (zmarłego w 1607 roku), kamienna, ozdobiona płaskorzeźbioną postacią rycerza i kartuszem herbowym, późnorenesansowa, wmurowana w zewnętrzną ścianę nawy.